# Élections législatives de 1997 dans la Meuse
Les élections législatives françaises de 1997 se déroulent les 25 mai et 1er juin 1997. Dans le département de la Meuse, deux députés sont à élire dans le cadre de deux circonscriptions.

## Élus
| Circonscription | Député sortant                               | Parti | Parti    | Député élu ou réélu | Parti | Parti |
| --------------- | -------------------------------------------- | ----- | -------- | ------------------- | ----- | ----- |
| 1re             | André Droitcourt suppléant de Gérard Longuet |       | UDF (PR) | François Dosé       |       | PS    |
| 2e              | Arsène Lux                                   |       | RPR      | Jean-Louis Dumont   |       | PS    |

## Résultats

### Résultats à l'échelle du département
| Parti          | Parti                              | Premier tour | Premier tour | Second tour | Second tour | Sièges |
| Parti          | Parti                              | Voix         | %            | Voix        | %           | Sièges |
| -------------- | ---------------------------------- | ------------ | ------------ | ----------- | ----------- | ------ |
|                | Parti socialiste                   | 28 413       | 30,93        | 51 558      | 53,84       | 2      |
|                | Les Verts                          | 7 319        | 7,97         |             |             | 0      |
|                | Parti communiste français          | 5 007        | 5,45         | 0           |             |        |
|                | Gauche plurielle                   | 40 739       | 44,34        | 51 558      | 53,84       | 2      |
|                |                                    |              |              |             |             |        |
|                | Union pour la démocratie française | 16 938       | 18,44        | 26 001      | 27,15       | 0      |
|                | Rassemblement pour la République   | 8 291        | 9,02         | 18 196      | 19,00       | 0      |
|                | Divers droite                      | 5 143        | 5,60         |             |             | 0      |
|                | La Droite indépendante             | 2 676        | 2,91         | 0           |             |        |
|                | Droite parlementaire               | 33 048       | 35,97        | 44 197      | 46,16       | 0      |
|                |                                    |              |              |             |             |        |
|                | Front national                     | 16 471       | 17,93        |             |             | 0      |
|                | Divers écologiste                  | 1 618        | 1,76         | 0           |             |        |
|                |                                    |              |              |             |             |        |
| Inscrits       | Inscrits                           | 138 102      | 100,00       | 138 097     | 100,00      | 2      |
| Abstentions    | Abstentions                        | 41 048       | 29,72        | 35 757      | 25,89       |        |
| Votants        | Votants                            | 97 054       | 70,28        | 102 340     | 74,11       |        |
| Blancs et nuls | Blancs et nuls                     | 5 178        | 5,34         | 6 585       | 6,43        |        |
| Exprimés       | Exprimés                           | 91 876       | 94,66        | 95 755      | 93,57       |        |

### Résultats par circonscription

#### Première circonscription (Bard-le-Duc)
| Candidat       | Candidat               | Parti             | Premier tour | Premier tour | Second tour | Second tour |  |
| Candidat       | Candidat               | Parti             | Voix         | %            | Voix        | %           |  |
| -------------- | ---------------------- | ----------------- | ------------ | ------------ | ----------- | ----------- |  |
|                | Gérard Longuet sortant | UDF (PR)          | 16 938       | 32,32        | 26 001      | 47,19       |  |
|                | François Dosé élu      | PS                | 16 145       | 30,8         | 29 097      | 52,81       |  |
|                | Christiane Lamotte     | FN                | 9 682        | 18,47        |             |             |  |
|                | Philippe Geuring       | Les Verts         | 4 174        | 7,96         |             |             |  |
|                | Philippe Serrier       | PCF               | 2 341        | 4,47         |             |             |  |
|                | Sylvain Bertrand       | Divers écologiste | 1 618        | 3,09         |             |             |  |
|                | William Riegert        | LDI (MPF)         | 1 516        | 2,89         |             |             |  |
|                |                        |                   |              |              |             |             |  |
| Inscrits       | Inscrits               | Inscrits          | 77 588       | 100,00       | 77 592      | 100,00      |  |
| Abstentions    | Abstentions            | Abstentions       | 22 065       | 28,44        | 18 773      | 24,19       |  |
| Votants        | Votants                | Votants           | 55 523       | 71,56        | 58 819      | 75,81       |  |
| Blancs et nuls | Blancs et nuls         | Blancs et nuls    | 3 109        | 5,6          | 3 721       | 6,33        |  |
| Exprimés       | Exprimés               | Exprimés          | 52 414       | 94,4         | 55 098      | 93,67       |  |

#### Deuxième circonscription (Verdun)
| Candidat       | Candidat              | Parti          | Premier tour | Premier tour | Second tour | Second tour |  |
| Candidat       | Candidat              | Parti          | Voix         | %            | Voix        | %           |  |
| -------------- | --------------------- | -------------- | ------------ | ------------ | ----------- | ----------- |  |
|                | Jean-Louis Dumont élu | PS             | 12 268       | 31,09        | 22 461      | 55,25       |  |
|                | Arsène Lux sortant    | RPR            | 8 291        | 21,01        | 18 196      | 44,75       |  |
|                | Louis Rouyer          | FN             | 6 789        | 17,2         |             |             |  |
|                | Claude Biwer          | diss. UDF      | 5 143        | 13,03        |             |             |  |
|                | Dominique Ronga       | Les Verts      | 3 145        | 7,97         |             |             |  |
|                | Paule Gecils-Fonte    | PCF            | 2 666        | 6,76         |             |             |  |
|                | André Optel           | LDI (MPF)      | 1 160        | 2,94         |             |             |  |
|                |                       |                |              |              |             |             |  |
| Inscrits       | Inscrits              | Inscrits       | 60 514       | 100,00       | 60 505      | 100,00      |  |
| Abstentions    | Abstentions           | Abstentions    | 18 983       | 31,37        | 16 984      | 28,07       |  |
| Votants        | Votants               | Votants        | 41 531       | 68,63        | 43 521      | 71,93       |  |
| Blancs et nuls | Blancs et nuls        | Blancs et nuls | 2 069        | 4,98         | 2 864       | 6,58        |  |
| Exprimés       | Exprimés              | Exprimés       | 39 462       | 95,02        | 40 657      | 93,42       |  |